# Севезька катастрофа
Катастрофа у місті Севезо (Італія) — промисловий нещасний випадок, що трапився близько 12:37 10 липня 1976 року на невеликому хімічному підприємстві близько 25 км від Мілана. Результатом була найвища доза отруєння діоксином місцевого населення. Ця катастрофа підштовхнула до наукових досліджень та стандартизації промислових заходів безпеки.

## Місце
Севезо — невеличке містечко з населенням близько 17 тисяч жителів (1976). Інші уражені поселення: Меда (19 000), Дезіо (33 000), Чезано Мадерно (34 000) та невеликі частини Барлассіна (6000) і Бовізіо-Машіаго (11 000). Хімічне підприємство розташовувалось поблизу Меда, власник ICMESA (Індустріальне хімічне товариство Меда).

## Хімічні події
Катастрофа відбулася внаслідок людської помилки близько полудня в неділю. Хімічна реакція вийшла з-під контролю і зірвала диск безпеки, хмара аерозолю розповсюдилася на 18 км².

## Очисні операції
У січні 1977 року був складений план дій. Він містив науковий аналіз, економічну допомогу, медичне спостереження та відновлення/знезараження. Незабаром після цього Ікмеза почала виплачувати перші компенсації.
2 лютого 1980 року Паоло Паолетті, директор з виробництва Ікмези, був застрелений у місті Монца членом італійської лівої організації Перша Лінія.